# حشره‌خوار دنت
 حشره‌خوار دنت (نام علمی: Crocidura denti) نام یک گونه از سرده حشره‌خوارهای دندان‌سفید است.